# استن وینستون
 استن وینستون (انگلیسی: Stan Winston؛ ۷ آوریل ۱۹۴۶ – ۱۵ ژوئن ۲۰۰۸) چهره‌پرداز و متخصص جلوه‌های ویژه اهل ایالات متحده آمریکا بود. وی بین سال‌های ۱۹۷۲ تا ۲۰۰۸ میلادی فعالیت می‌کرد.
از فیلم های معروفی که وی در آن کار کرده است میتوان به  سری فیلم های نابودگر،بیگانه ها،مرد آهنی،پارک ژوراستیک و غارتگر اشاره کرد.